# Xã Framnas, Quận Stevens, Minnesota
Xã Framnas (tiếng Anh: Framnas Township) là một xã thuộc quận Stevens, tiểu bang Minnesota, Hoa Kỳ. Năm 2010, dân số của xã này là 305 người.